# Фостер Эйвери, Рэйчел
Рэ́йчел Го́рдон Фо́стер Э́йвери (англ. Rachel Gordon Foster Avery; 30 декабря 1858, Питтсбург, Пенсильвания, США — 26 октября 1919, Филадельфия, Пенсильвания, США) — американская общественная деятельница, участница движения за женское избирательное право.

## Биография
Родилась 30 декабря 1858 года в прогрессивной питтсбургской семье Джеймса Хейрона Фостера (политик и журналист, главный редактор газеты Pittsburgh Dispatch) и Джулии Мэньюел Фостер. Учительницей Джулии в воскресной школе была известная общественная деятельница Элизабет Кейди Стэнтон, сохранившая дружбу со своей ученицей на долгие годы. Стэнтон проводила собрания единомышленников в доме Фостеров, а Джулия была вице-президентом местного суфражистского сообщества.
Образование Рэйчел получала в частной школе. В 1868 году девушка пережила смерть отца, а в 1871 году вместе с матерью и сестрой Джулией переехала в Филадельфию, где они вступили в Ассоциацию избирательных прав граждан (Citizens' Suffrage Association). В семнадцатилетнем возрасте начала писать статьи для различных газет, путешествовала по Европе вместе с семьёй, изучала политэкономию в Цюрихском университете. Зимой 1879 года Фостер посетила съезд Национального объединения за женское избирательное право и уже в следующем году стала работать там секретарём по корреспонденции. Была руководительницей суфражистской кампании в Небраске 1882 года.
Рэйчел убедила губернатора Вайоминга (тогда имевшего статус территории) Джона Хойта предоставить стенографию его лекции «Хороший результат тринадцатилетнего опыта голосования женщин в Вайоминге» (англ. The Good Results of Thirteen Years Experience of Women's Voting in Wyoming Territory). После этого, она за свой счёт напечатала 20 000 листовок с этой лекцией, которые распространяла в Пенсильвании.
Рэйчел дружила и тесно сотрудничала с активисткой Сьюзен Энтони, которую ласково называла «тётей Сьюзен». Чтобы обеспечить финансовую безопасность Энтони в пожилом возрасте, Фостер жертвовала ей свои деньги, а также проводила сбор средств среди других суфражисток. В 1883 году они вместе отправились в путешествие по странам Европы, посетив Францию, Италию, Швейцарию и Германию.
В 1887 году Рэйчел удочерила девочку, которую назвала Мариам (англ. Miriam Alice Foster).
Фостер помогла создать Международный совет женщин (1888) и служила его секретарём с 1889 по 1893 год. 8 ноября 1888 года Фостер вышла замуж за Сайруса Эйвери, с которым она виделась на съезде этого самого совета. Их бракосочетание проводили священники Чарльз Эймс и Анна Говард Шоу. Впоследствии у пары родилось двое детей: девочки Роза и Джулия.
Эйвери также работа секратарём Национального совета женщин (англ. National Council of Women) с 1891 по 1893, Всемирного конгресса, представляющего женщин (англ. World's Congress of Representative Women; 1893) и Международного суфражистского альянса (англ. International Woman Suffrage Alliance) с 1904 по 1909 годы. В 1907 заняла должность первого вице-президента Национального американского суфражистского объединения (англ. National American Woman Suffrage Assosiation), спустя три года заявила об отставке. В 1908 году была главой суфражистского объединения Пенсильвании (англ. Pennsylvania Woman Suffrage Association).
Умерла 26 октября 1919 года.

## Некоторые публикации
- Negotiations between the American and National Woman Suffrage Associations in regard to union (1888) — работа Фостер о переговорах Американского и Национального суфражистских объединений о возможном союзе[9];
- Transactions of the national council of women of the United States (1891) — литературные очерки участниц Национального совета женщин США под редакцией Эйвери[10];
- Proceedings of the Thirtieth Annual Convention of the National American Woman Suffrage Association (1898) — литературные работы с тридцатой ежегодной конвенции Национального американского суфражистского объединения, включающие в себя труды Эйвери[11].

## Комментарии
1. ↑  Американская суфражистка и доктор. Одна из первых женщин — методистских священнослужительниц.

  - Anna Howard Shaw | American minister (англ.). Encyclopedia Britannica. Дата обращения: 15 мая 2019. Архивировано 29 марта 2019 года.